# Ibn Hudhayl
Abu-l-Hàssan Alí ibn Abd-ar-Rahman al-Fazarí al-Andalussí (àrab: أبو الحسن علي بن عبد الرحمن الفزاري الاندلسي, Abū l-Ḥasan ʿAlī ibn ʿAbd ar-Raḥmān al-Fazārī al-Andalusī), conegut com a Ibn Hudhayl (àrab: ابن هذيل, Ibn Huḏayl), fou un escriptor granadí de la segona meitat del segle xiv que va viure a la cort dels nàsrides de Granada.

## Obra
Va escriure el llibre Kitab túhfat al-anfus wa-xiar sukkan al-Àndalus, del qual ell mateix en va redactar una versió abreujada amb el títol Kitab hílyat al-fursan wa-xiar aix-xujan, que són un tractat sobre cavalls, equitació i armes destinat a formar els cavallers nassarites en les lluites a cavall.
L. Mercier va donar a conèixer el segon dels tractats (París, 1922) i el va publicar en francès amb el títol La parure des cavaliers et l'insigne des preux de Ben Hoḍeiel el Andalousy (París, 1924). Més recentment María Jesús Viguera n'ha fet una traducció al castellà amb el títol Gala de caballeros y blasón de paladines (1977).